# Patrick Brethous
 (mars 2021).
Patrick Brethous est un militaire français de l'armée de terre qui a commencé sa carrière en 1979. 
Il est aujourd'hui[Quand ?] général de division, au poste de chargé de mission auprès du chef d’état-major de l’Armée de terre. Il a participé aux opérations Barkhane, et EUFOR RD Congo.

## Biographie

### Enfance et études
Patrick Brethous naît le 6 décembre 1961, à Sidi Bel Abbès en Algérie,. 
À 14 ans, il entre au lycée militaire d'Aix-en-Provence où il obtient en 1979, son baccalauréat de sciences économiques.Il part étudier en 1982 à Saint-Cyr,,. Il fait partie de la 169e promotion, soit la promotion général de Monsabert et réussit son diplôme avec option relations internationales en 1985,. 
En 1998 et 1999, il est breveté successivement du Cours supérieur d’État-major et du Collège interarmées de Défense,.

### Carrière militaire: affectations et fonctions successives

#### De 1983 à 1992
En 1983, il est stagiaire chef de section au sein du 1er régiment de chasseurs parachutistes à Pau, et il obtient son brevet de parachutiste. Deux ans plus tard, il entre à l’école d’application de l’infanterie à Montpellier, une école formant les officiers, les sous-officiers et certains soldats spécialistes de l'infanterie française. Il y reste une année. 
À la sortie de l’école, il devient durant un an chef de section au sein du 19e groupe de chasseurs à Villingen, en Allemagne. De 1987 à 1988, il suit une formation de pilote dans les écoles d’application de l’ALAT à Dax et au Luc, toutes deux spécialisées dans l’instruction des pilotes d’hélicoptères de l’aviation légère de l'Armée de terre,. À la suite de ce stage, il reçoit son brevet de pilote d’hélicoptère de combat en février 1988 et la qualification de chef de patrouille d’hélicoptère de combat en octobre 1988. Il est également promu quatre années successives chef de patrouille anti-chars au 3e régiment d’hélicoptères de combat à Étain, soit jusqu’en 1992. 
Avec ce poste, il participe entre août et décembre 1990, à la guerre du Golfe, puis à l’opération « Salamandre » et à « Desert Shield ». En effet, il embarque sur le porte-avions Clemenceau en août et septembre, pour être déployé en Arabie saoudite. 
Par la suite, il est nommé en 1992 commandant d’unité d’une escadrille d’hélicoptères d’attaque au 5e régiment d’hélicoptères de combat à Pau et est moniteur pilote en avril de la même année. 

#### De 1993 à 1999
Il participe à la guerre civile de Somalie de mars à août de l’année 1993, et effectue les opérations « ORYX » et « ONUSOM2 » en tant que commandant d’escadrille mixte de reconnaissance et d’attaque. 
Un an plus tard, de juillet à septembre 1994, il assiste à la guerre en Bosnie, et en particulier à l’opération Salamandre, où il embarque sur la mer Adriatique sur le bateau militaire TCD « Ouragan », en étant le commandant du détachement ALAT. Après avoir occupé ce poste de commandant d’unité durant deux ans, il est promu au grade d’officier, et travaille désormais au bureau des opérations-instruction. Il participe de nouveau à la guerre en Bosnie de février à juillet 1997, dans les Forces de stabilisation, les SFOR au poste de commandant en second du bataillon d’hélicoptères multinational de la DMNSE, dit aussi la Division multinationale Sud-Est à Sarajevo et Ploče. 
Après trois ans à remplir cette fonction militaire, Patrick Brethous entre en 1997 au cours supérieur d’état-major à Paris, une école qui forme les officiers et les sous-officiers de l'Armée de terre. Il poursuit cette formation jusqu’en 1999, puisqu’en 1998 il est officier stagiaire au Collège interarmées de Défense à Paris,, qui chaque année prépare jusqu’à 500 hommes à devenir des chefs compétents au leadership affirmé, pour commander des régiments, des bateaux ou des bases aériennes des armées. 
Le 14 juillet 1997, il est nommé chevalier de la Légion d’honneur,,.  

#### De 1999 à 2004
À la sortie de l’école, soit en 1999, il assure pendant un an la fonction d’officier rédacteur des discours du Chef d'état-major de l'Armée de terre, Yves Crène,. En février 1999, il est qualifié en tant que tireur missile HOT. 
De 2000 à 2004, il sert au bureau de conception des systèmes de forces, dit BCSF, où il est officier chargé de l’aéromobilité. Parallèlement, il est l’adjoint à l’expert principal militaire du comité Finabel, qui est un forum informel ayant pour ambition d’harmoniser les doctrines des différentes armées de terre européennes. Son Comité des principaux experts militaires analyse les directives des chefs d’état-major et les reformule en termes de missions. Durant cette même période, il est correspondant d’état-major d’Air et de Projection du collège des officiers de cohérence opérationnelle, aussi appelé collèges des OCO.

#### De 2004 à 2011
Au lancement du processus ECAP, il devient membre du groupe d’hélicoptères. Le plan d’initiative européenne, ECAP, repose sur la création de groupes de travail, dont l'un s’occupe du pilotage aérien. Il a pour mission d’identifier des synergies et de promouvoir des solutions optimales, convenant aux pays qui en sont membres. 
De 2004 à 2006, il est nommé chef de corps du détachement de l'ALAT, l'aviation légère de l'Armée de terre, des opérations spéciales appelées également DAOS. Ce détachement, où il travaille depuis Pau, fournit l'essentiel des hélicoptères du commandement des opérations spéciales,,. 
De juin à décembre 2006, il fait partie de l’opération Benga, qui se déroule en République démocratique du Congo. Il y est commandant du groupement de forces spéciales interalliées et interarmées. 
Durant deux ans, de 2006 à 2008, il est successivement chef d’état-major de la brigade des forces spéciales de l'armée de terre, la BFST, puis promu colonel adjoint du général commandant cette dernière. En 2008, il devient, pendant un an, adjoint de l’antenne Paris de l'EMOT, autrement appelé l’état-major opérationnel de l'armée de terre, avant d’y être nommé chef,.         

#### De 2011 à 2018
Le 1er septembre 2011, il quitte ces fonctions, pour celles de chef de conduite du centre de planification et de conduite des opérations de l’état-major des armées, le CPCO,,, puis il est nommé chef  du  centre 1er septembre 2013, en succédant au vice amiral Frank Baduel, et ce jusqu'en 2015,,.  
Dès le 10 janvier 2013, il a supervisé la conduite de l'opération Serval, puis  il assure sa conduite tactique et stratégique,.   
Du dimanche 27 avril au 1er mai 2014, il a visité les pays de la bande sahelo-saharienne (BSS). Le premier jour, il s’est rendu au camp Damien Boiteux à Bamako, pour discuter avec les autorités de la force Serval sur les problématiques liées à la régionalisation des opérations dans les pays de la BSS. Le lendemain, Patrick Brethous visite le détachement air de Niamey du Niger. Cette visite doit permettre de constater l’avancée des travaux dans le cadre de la régionalisation, rencontrer les chefs de ce détachement et visiter les installations des drones Reaper et Harfang. Sa visite s’est terminée le 1er mai par une visite à N'Djaména. Après avoir observé les chantiers d’aménagements et effectué un point sur l’état des lieux des travaux du Poste de commandement interarmées de théâtre, le PCIAT ainsi que sur la transformation de la force, il a effectué une visite du lieu. 
Dans le cadre de ses responsabilités au CPCO, il effectue de 2011 à 2015, plusieurs déploiements en Afghanistan pour l'opération Pamir, au Liban pour l'opération Daman, au Kosovo pour l'opération Trident, au Libye pour l'opération Harmattan, en Somalie pour l'opération Noir ainsi qu’au Mali pour l'opération Serval, en République centrafricaine pour l'opération Sangaris, dans les pays de la BSS, en Syrie et en Irak pour l'opération Chammal. Il participe aussi aux opérations Sentinelle et Harpie qui se déroulent sur le territoire national français. 
Il obtient le grade de général de division autrement appelé général trois étoiles, le 1er janvier 2015,. 
Puis le 1er août 2015, Patrick Brethous remplace  Jean Pierre Palasset au poste de général de division de l’opération interarmées Barkhane,,. Cette opération française en partenariat avec les principaux pays de la bande sahélo-saharienne, dite BSS regroupe 3 000 militaires, dont la mission consiste à lutter contre les groupes armés terroristes en appuyant les forces armées du G5 Sahel, qui agissent dans leurs territoires. Il était alors en poste à N'Djaména, ville du Tchad. Il assure cette fonction jusqu'à l'achèvement de sa mission le 31 juillet 2016, année où il est devenu le 1er août Commandement des forces spéciales terre,, ainsi que commandant de la base de défense de Pau, Bayonne et Tarbes,,. Cet ensemble de bases, dont la portion centrale est à Pau, a pour mission principale de soutenir les organismes militaires de la garnison, le 35e régiment d'artillerie parachutiste, autrement dit le 35e RAP et le 1er régiment de hussards parachutistes, le 1er RHP.

#### De 2018 à 2020
Le 2 février 2018, deux hélicoptères militaires se sont écrasés dans le Var, à son bord, cinq militaires, qui sont tous décédés. Le général Patrick Brethous s'est exprimé pour saluer la mémoire de ces hommes, puisque deux d’entre eux appartenaient au 4e régiment d'hélicoptères et avaient été déployés avec les forces spéciales que Patrick Brethous avait dirigé. Ainsi, il a dit, à la suite de l'hommage de la ministre des Armées, Florence Parly, « Aujourd'hui, tout le régiment est en deuil. Ce sont de jeunes officiers pilotes mais ils avaient déjà beaucoup d'expérience. Ils ont mené de nombreuses missions à l’étranger ».   
Le mercredi 28 mars 2018, il participe à l’hommage national en mémoire du lieutenant-colonel Beltrame, et aux autres victimes tuées à Trèbes et Carcassonne le 23 mars de la même année, lors d'un attentat. 
Le samedi 1er décembre 2018, la commission consultative des réservistes opérationnels de l’Armée de terre, dit la CCROAT, s’est tenue à l'École militaire de Paris, pour remettre le prix ANRAT ou le prix de l'association nationale des réserves de l'Armée de terre. Le prix ANRAT récompense chaque année une action qu’elle soit individuelle ou collective de l'Armée de terre. À cette occasion, le général de division Patrick Brethous et d’autres généraux ont fait le point sur la situation actuelle des réserves de l’Armée de terre et sur son évolution future aux 300 participants de la cérémonie, avant que le prix ne soit remis. 
Le 31 août 2018, il est nommé sous-chef des opérations aéroterrestres de l'état-major de l'armée de terre, appelé SCOAT,. 
Du 20 au 23 janvier 2020, il a été inspecter les forces armées de la zone sud de l'océan Indien, les FAZSOI, accompagné par le colonel Jean-Marc Ozenne. Il s’est rendu à Saint-Denis, sur les emprises du 2e régiment parachutiste d’infanterie de Marine. Il a visité le centre d’aguerrissement tropical, soit le régiment, le complexe de tir, le dépôt de munitions ainsi que le hangar des troupes aéroportées. Pour finir ce contrôle, il a rencontré le général de division du régiment du service militaire adapté de La Réunion, le RSMA-R et rejoint la section aérienne de gendarmerie afin de se rendre à Mayotte où le chef de corps du Régiment du Service Militaire Adapté de Mayotte, le RSMA-M lui a présenté son régiment. Cette visite s’inscrivait dans le cadre de ses responsabilités organiques sur l’outre-mer et l’étranger. 
Le 1er août 2020, il est nommé chargé de mission auprès du Chef d'état-major de l'Armée de terre,,.

### Vie privée
Patrick Brethous est un homme marié. Avec son épouse il a eu quatre enfants.
Il connaît également plusieurs langues. Ainsi, il a un niveau en anglais parlé du troisième degré et du deuxième degré en ce qui concerne l'écrit, ainsi qu'un deuxième degré parlé et écrit en espagnol et les bases parlé et écrit de l'arabe.

## Opérations réalisées
- Guerre du Golfe : d'août à décembre 1990[42],[1],[5];
- Guerre de Somalie[4] : de mars à août 1993[42],[5];
- Guerre de Bosnie[4] : de juillet à septembre 1994, puis de février à juillet 1997[5] ;
- EUFOR RD Congo : de juin à décembre 2006[42] ;
- l'opération Pamir, l'opération Daman, l'opération Trident, l'opération Harmattan, l'opération noire, l'opération Serval[14], l'opération Sangaris[15], l'opération Chammal l'opération Sentinelle et l'opération Harpie : de 2011 à 2015[5] ;
- l'opération Barkhane : du 1er août 2015 au 31 juillet 2016[43],[24],[21]

## Qualifications
- Breveté de parachutiste : 1983[5];
- Pilote d’hélicoptère de combat : février 1988[5];
- Chef de patrouille d’hélicoptère de combat : octobre 1988[5] ;
- Moniteur pilote : avril 1992[5] ;
- Tireur missile HOT : février 1999[5] ;
- Commandant de bord sous JVN, vol aux instruments[5] ;
- Appontages[5].

## Décorations
- Officier de la Légion d'honneur le 14 juillet 1997[11],[5],[12] ;
- Croix de la Valeur militaire[5] ;
- TS CEMA (à la suite d'EUFOR RD au Congo)[5] ;
- Médaille de l'Aéronautique [5];
- Croix du combattant[5] ;
- Médaille commémorative outre-mer (M-O, Somalie, RD Congo, Liban)[5] ;
- Médaille commémorative centre Europe (B-H)[5] ;
- Commandeur de l’ordre national du Mali[5],[17] ;
- Médaille de l’ONU (Somalie)[5] ;
- Médaille de l’OTAN (B-H)[5] ;
- Médaille de l’UE (EUFOR RD CONGO)[5] ;
- Médaille du Koweït[5] ;
- Médaille de l’Arabie saoudite[5].